# ملکه بدجنس (دیزنی)
ملکهٔ بدجنس (به انگلیسی: Evil Queen) که با نام‌های ملکهٔ شیطانی ، ملکهٔ گریم‌هلید ، نامادری بدجنس یا فقط ملکه نیز شناخته می‌شود ، یک شخصیت خیالی خودشیفته و بدجنس است که در اولین انیمیشن بلند شرکت والت دیزنی، «سفیدبرفی» محصول سال ۱۹۳۷ ظاهر می‌شود. 
او بر اساس شخصیتی به همین نام از افسانه آلمانی سفید برفی نوشته برادران گریم در سال ۱۸۱۳ ساخته شده‌است.
او صاحب یک آینهٔ جادویی است که وی را زیباترین فرد روی زمین می‌نامد.